# Столпцы
Столпцы — село в Старожиловском районе Рязанской области России, входит в состав Столпянского сельского поселения.

## География
Село расположено на левом берегу реки Проня в месте впадения в неё реки Итья в 4 км на юг от центра поселения деревни Ершово и в 26 км на восток от райцентра посёлка Старожилово.

## История
Село Столпцы известно своей игольной фабрикой, располагавшейся в 8 каменных зданиях, начало которой положено купцом Рюминым в 1716 году. Первоначальное построение в селе Преображенской церкви относится к первой четверти прошлого века. В приходе к той церкви состоял, как сказано в окладных книгах, завод Козьмы Рюмина. Каменная Преображенская церковь с приделами Покровским и Дмитриевским построена в 1761 году содержателем фабрики Рюминым. 
В XIX — начале XX века село являлось центром Столпянской волости Пронского уезда Рязанской губернии. В 1906 году в селе было 180 дворов.
С 1929 года село являлось центром Столпянского сельсовета Старожиловского района Рязанского округа Московской области, с 1937 года — в составе Рязанской области, с 2005 года — в составе Столпянского сельского поселения.
Среди уроженцев села — Анна Григорьевна Серёгина (1915—?) — прядильщица комбината Трёхгорной мануфактуры, депутат Верховного Совета СССР 2-го созыва.

## Население
| 1859 | 1897 | 1906  | 1926 | 2010 |
| ---- | ---- | ----- | ---- | ---- |
| 1038 | ↘900 | ↗1265 | ↘936 | ↘373 |